# El primer bes
El primer bes és el nom més conegut de la pintura original titulada realment L'Amour et Psyché, enfants (en francès Cupido i Psique, infants) obra del pintor academicista francès, William-Adolphe Bouguereau.
Fou realitzada el 1890, a l'oli, amb unes dimensions de 119 cm per 71 cm, i pertany a una col·lecció particular.
El tema representa el primer petó entre Cupido i Psique, tal com fou narrat per Luci Apuleu a Les Metamorfosis, al segle ii.

## Error en el nom
Una de les primeres galeries virtuals a Internet va ser el Web Museum. Aquest lloc va catalogar la pintura erròniament amb el nom de Le Premier Baiser (1873), un error repetit posteriorment, i que va fer que l'obra sigui més coneguda actualment com a El primer bes.
A la imatge es pot observar, a baix a la dreta la data 1890 prop del nom de l'autor.

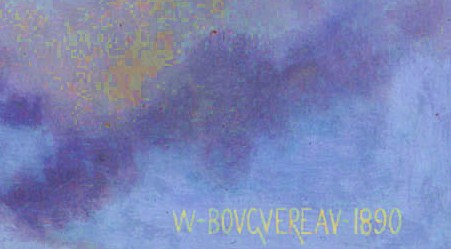
Detall de la signatura de Bouguereau amb la data 1890

.

## Obres relacionades
William-Adolphe Bouguereau fou molt inspirat pel tema entre Cupido i Psique, i va realitzar diverses obres destacades sobre el tema:
1. Psyché et l'Amour (Psique i Cupido, Saló de París de 1889, Núm. 260; Exposició Universal de 1900, Núm. 242)
2. Psyché (1892)
3. Le ravissement de Psyché (L'abducció de Psique o el rapte de Psique, Saló de París de 1895, Núm. 258)

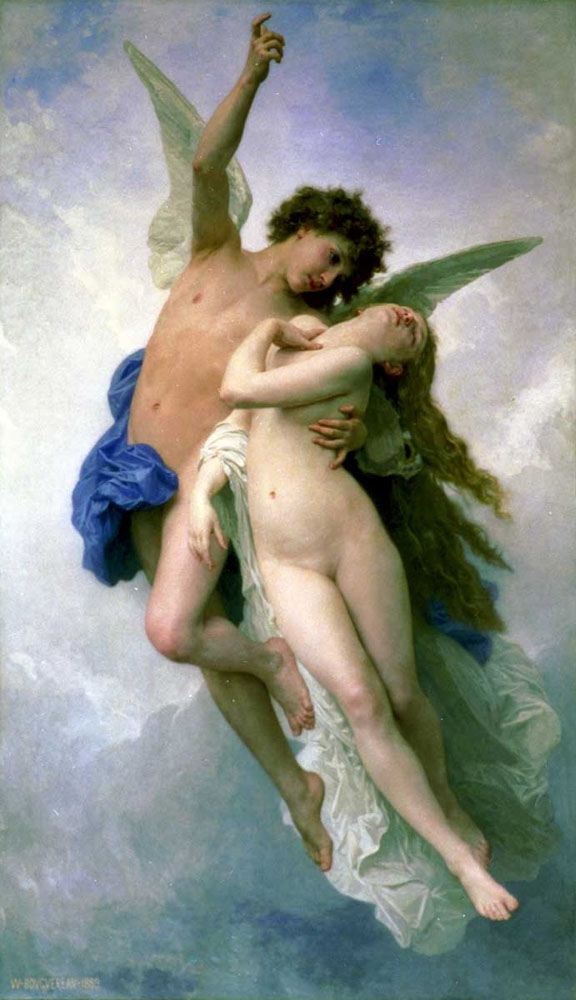
Psique i Cupido (1889)
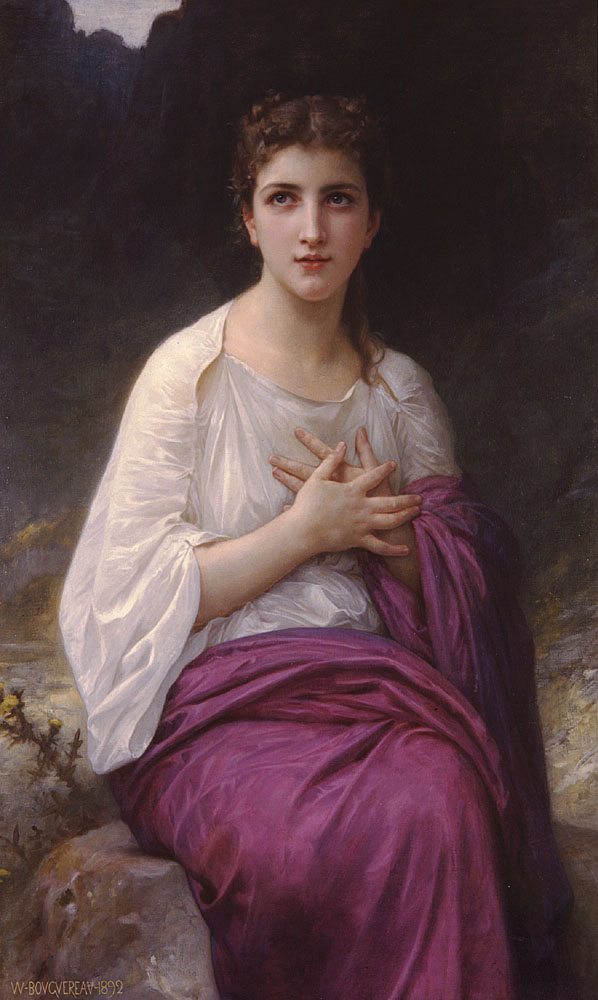
Psique (1892)
El rapte de Psique (1895)